# Smirting
Le smirting (/'smɜːtɪŋ/) serait une pratique de séduction consistant à flirter tout en fumant des cigarettes à l'extérieur d'un lieu public au sein duquel le tabagisme est interdit (lieu de travail, café, restaurant, etc.) — le terme est d'ailleurs un mot-valise formé à partir de « smoking »  et « flirting », qui désignent respectivement le fait de fumer et de flirter. Ce comportement est décrit comme un effet pervers de l'interdiction de fumer dans certains lieux qui conduit les fumeurs à se regrouper et se rencontrer, ce qui augmente la consommation chez les fumeurs et le tabagisme passif chez les non-fumeurs. 

## Anglicisme
Bien que « flumer », construit de la même manière qu'en anglais, ait été proposé en français, les locuteurs francophones préfèrent employer l'anglicisme, et il n'existe donc pas encore de traduction validée par l'usage. Ses adeptes sont les smirters.

## Apparition
Le phénomène, ainsi que le néologisme qui le décrit, seraient apparus avec la répression croissante du tabagisme en zone publique, qui a conduit certaines sociétés à l'interdire totalement dans les lieux publics (Irlande, Argentine, Californie, New York, Nouvelle-Zélande, France depuis 2007, etc.),,,,.
Le smirting a été identifié la première fois à New York en 2003, et s'est propagé en république d'Irlande, en 2004, quand une interdiction de fumer dans les lieux publics a été promulguée,.

## Fréquence du comportement
Une étude a révélé que 25% des couples Irlandais qui avaient commencé une relation au cours de 2007 ou 2008, s'étaient rencontrés alors qu'ils fumaient en extérieur.
Ce nouveau comportement est décrit comme ayant tant de succès, que certains non-fumeurs se sont mis à joindre les smirters, ce qui constitue un grave risque pour la santé, car ils s'exposent aux risques pour la santé associés au tabagisme passif,,,.

## Risques pour la santé
L'interdiction de fumer aurait conduit à un effet pervers : la perspective de nouvelles rencontres aurait ainsi poussé 
- des non-fumeurs à rejoindre les fumeurs rassemblés à l'extérieur — ils sont qualifiés de « passive smirters » (« smirters passifs ») en référence au tabagisme passif — voire à commencer à fumer ;
- les fumeurs à augmenter leur consommation.

#### En anglais
- (en) Muiris Houston, « Infringements of Irish smoking ban are few », British Medical Journal,‎ 14 août 2004 (lire en ligne)
- (en) Martin Patience, « Outcast 'smirters' have a new way to find light of their lives », The San Diego Union-Tribune,‎ 18 avril 2004 (lire en ligne)
- (en) Sarah Hughes, « Smoking ban lights up love life », The Observer,‎ 30 octobre 2005 (lire en ligne)
- (en) Kathy Foley, « Trust me, the smoking ban is sexy », The Sunday Times,‎ 26 février 2006 (lire en ligne)

#### En français
- « Le « smirting » fait un tabac », Elle,‎ 22 janvier 2007